# أحمد أر
أحمد أر (بالتركية: Ahmet Er)‏ (ولد في عام 1927) في قرية سننتلر، آق حصارمانيسا (محافظة) تركيا. وهو تركي وقد عمل عسكري، سياسي وكاتب. وقد عبر من خراسان إلي الاناضول ووصل إلي بعض قبائل الإيغوز غرب الأناضول. واسم أبوه شوكت وأمة حسنية هانم. وقد أنهي تعلميه الابتدائي في القرية التي ولد بها وأتم المدرسة الإعدادية في آق حصار. وتخرج من مدرسة (بورصة اشيكلر اسكريه). وفي نفس العام التحق بمدرسة كارا حرب وقام أحمد أر الذي شارك في الجيش والشرطة العسكرية وحصل علي رتبة ملازم من مدرسة كارا حرب في عام 1950 بعمل عدة مهام في مناصب الجيش في أماكن متعددة في بلاده. وكتب ثلاثة روايات مسرحية باسم (جوتشمن) وتعني المهاجر والتي تحدثت عن هجرة ما يقرب من ثلاث مائة ألف شخص من بلغاريا والذين التجأوا إلي تركيا عام 1951. واحتلت هذه المسرحيات مكانة قومية في تركيا. وأصبح جديراً بجائزة في المسابقة تمثيل الراديو الذي افتتحته وزارة الدفاع القومي في عام 1957 وكانت باسم (متشهول سوواري). وتم تمثيلها في عام 1957-1960 من قبل راديو أنقرة ومثلت لأول مرة في راديو إسطنبول عام 1960 وخدم أحمد أر الذي عين في داخل الحركة في 17 مايو 1960 كعضو الجمعية القومية المتحدة. وبعد ذلك اشترك في جماعة (اون دورت لر) التي أرسلت خارج البلاد نتيجة للائتلاف الذي حدث بين أعضاء الاتحاد القومي البالغ عددهم 38 شخص. وتم تعيينه مستشار لسفارة دولة ليبيا في 13 نوفمبر 1960. وعاد إلي تركيا عام 1962 واستقر في قريته التي ولد بها.

## الحياة السياسية
من بعد 12 أيلول قاوم أر الذي تمت محاكمته في محاكم المجلس الثوري – الثوريين في حرب التحرير التي خاضها. وبعد إخلاء سراحه بقي خارج السياسة فترة طويلة. وشارك كمتحدث في المؤتمرات الذي نظمت بهدف تنشئة الشباب علي المثالية المرتبطة بالقيم القومية والإسلامية فقط. واحتل أحمد أر الذي قوي السياسة مرة أخرى في حزب الوحدة الكبير والذي قام بتأسيسه محسن يازيجي أوغلو الذي انفصل عن الPCM في 7 أغسطس عام 1992 ورفاقه – مكانة بين الأعضاء المؤسسين للحزب يعتبر أر الذي استمر في وظيفة مساعد عام لرئيس هذا الحزب لفترة طويلة – عضو مؤسس للاستشارة العليا للمؤتمر الطارئ الثالث حزب الاتحاد الكبير بخلاف سياسة النشطة بسبب شروطه الصحيحة واستمر أحمد أر – وهو عضو في جمعية محبي الشعراء والكتاب والفنانين في البحث والدراسة في الثقافة والحضارة الإسلامية التركية.